# Santo Domingo Tehuantepec
Santo Domingo Tehuantepec – miasto w Meksyku, w stanie Oaxaca.